# Costel Vicol
Costel Vicol (n. 30 ianuarie 1971, Greci, România) este un senator român, ales în 2020 din partea USR. 